# Lázeňská architektura
Lázeňská architektura představuje souhrn různých architektonických stylů, které jsou charakteristické pro lázeňská letoviska.

## Popis
Převážná většina lázeňských středisek na českém území vznikala na přelomu 19. a 20. století, jejich architektonický styl je tak zpravidla kombinací empíru, neorenesance, secese. Obvyklými prvky lázeňské architektury jsou jak samotné lázeňské budovy a pavilony, tak také architektonické úpravy vývěrů pramenů, kolonády a doplňkové stavby (např. parkové amfiteátry). Nedílnou součástí je zeleň, která tvoří přirozenou protiváhu hmotám lázeňských staveb. Typické jsou rovněž vodní prvky.

## Lázeňská architektura v zahraničí
Mnoho ukázek lázeňské architektury nalezneme na pobřeží Baltského moře, především v německém regionu Meklenbursko - Přední Pomořansko, ale také například v Polsku nebo Litvě. Německá terminologie pro tento architektonický styl používá pojem Bäderarchitektur, zatímco pro lázeňskou architekturu vnitrozemí, například Česka, Švýcarska nebo německého Durynska, používá termín Kurarchitektur.
Lázeňská architektura je často charakterizována dvou- až čtyřpodlažními budovami, jejichž fasády jsou zdobeny balkony, štíty a verandami. Převládají klenutá nebo pravoúhlá okna, občas lemovaná polosloupy nebo slepými pilastry. Konce podkroví uzavírají trojúhelníkové štíty a příležitostně také zakřivené štíty nebo malé věže. Zvláštností této formy architektury je fakt, že je založena na tradičních architektonických stylech, které jsou ale velmi volně kombinovatelné.
Nejběžnější barvou je bílá, proto jsou baltské lázně někdy popisovány jako „bílé perly“. Celkově se budovy jeví velmi křehké a jsou často postaveny ze dřeva nebo z kombinace dřeva a kamene.
Nejvýznamnější oblasti s lázeňskými letovisky v Německu:
- Baltské moře: ostrovy Fehmarn, Hiddensee, Rujána, Uznojem; Rostock, poloostrov Fischland-Darss-Zingst
- Severní moře: Východofríské ostrovy a Severofríské ostrovy

Lázeňská architektura mimo Německo:
- Klaipeda - Litva
- Svinoústí - Polsko
- Jantarny - Rusko

## Zajímavost
Ke 100. výročí úmrtí českého architekta Gustava Wiedermanna, typického představitele lázeňského stylu na našem území, byl 11. února 2014 v jeho rodném městě Františkových Lázních slavnostně zahájen Rok lázeňské architektury Čech, Moravy a Slezska.
15. května 2015 pak byla v Priessnitzových léčebných lázních v Jeseníku otevřena dočasná souborná výstava o lázeňské architektuře celé České republiky.

## Galerie

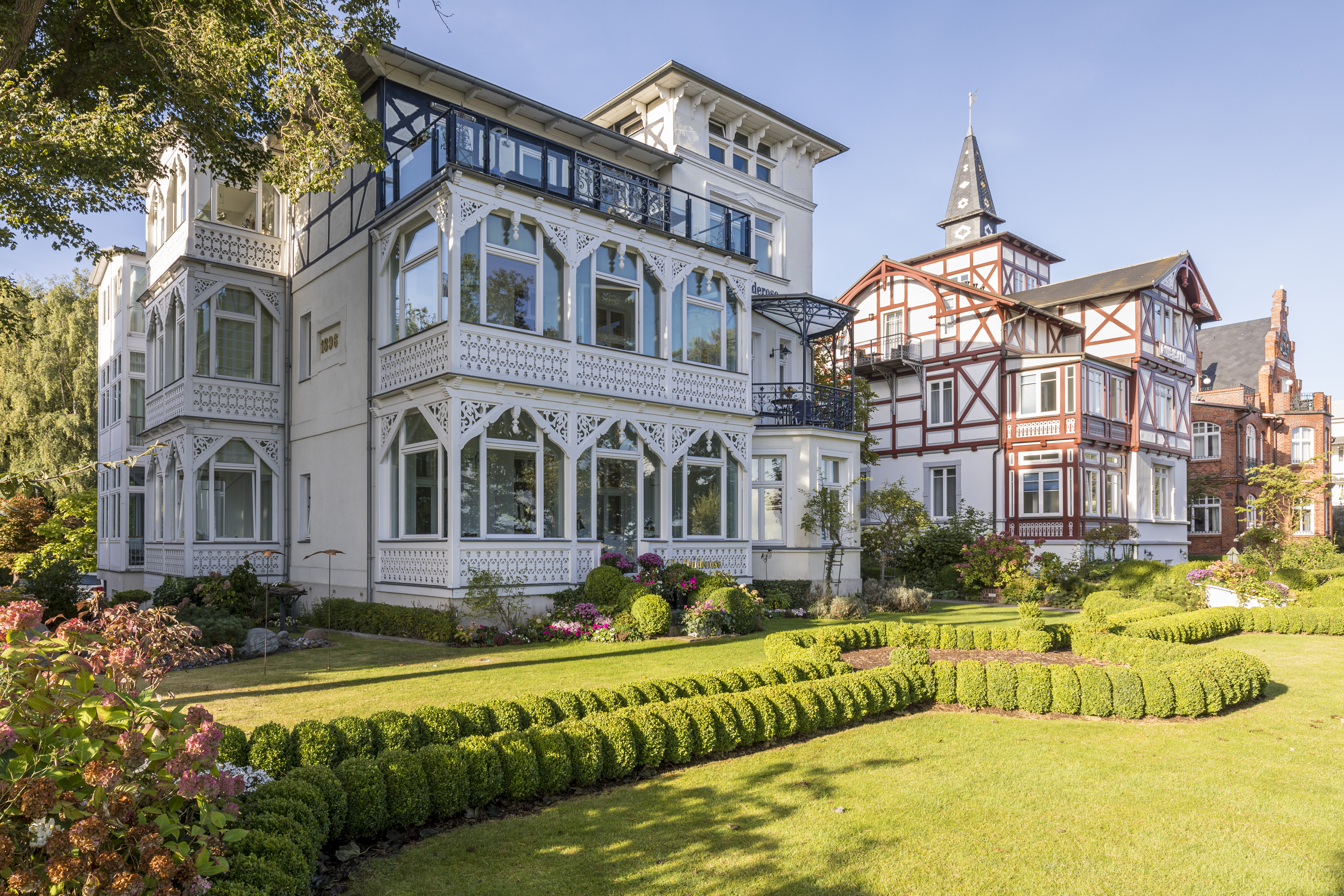
Lázeňské domy ve měste Binz, Rujána, Německo
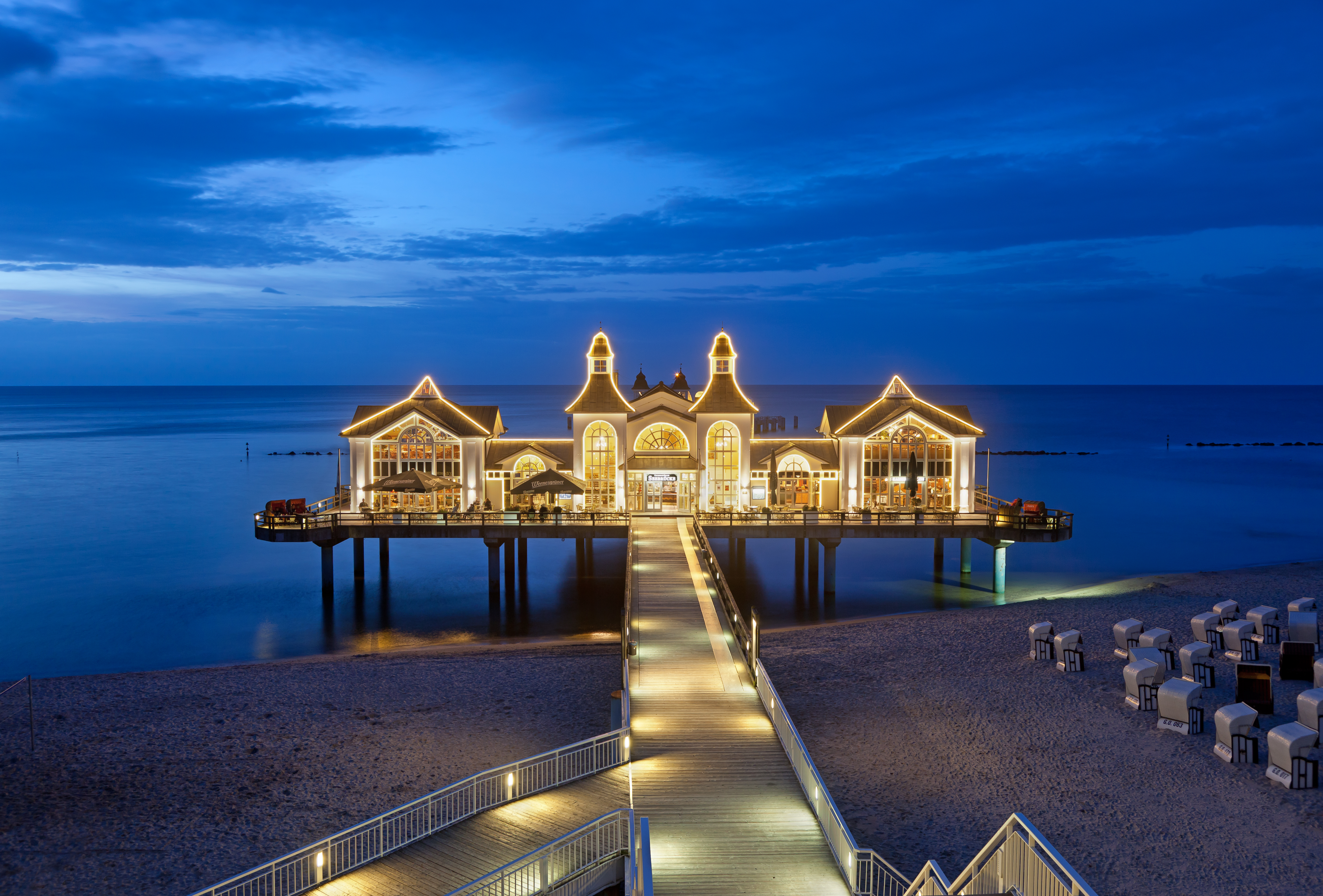
Lázeňské molo Sellin, Rujána, Německo
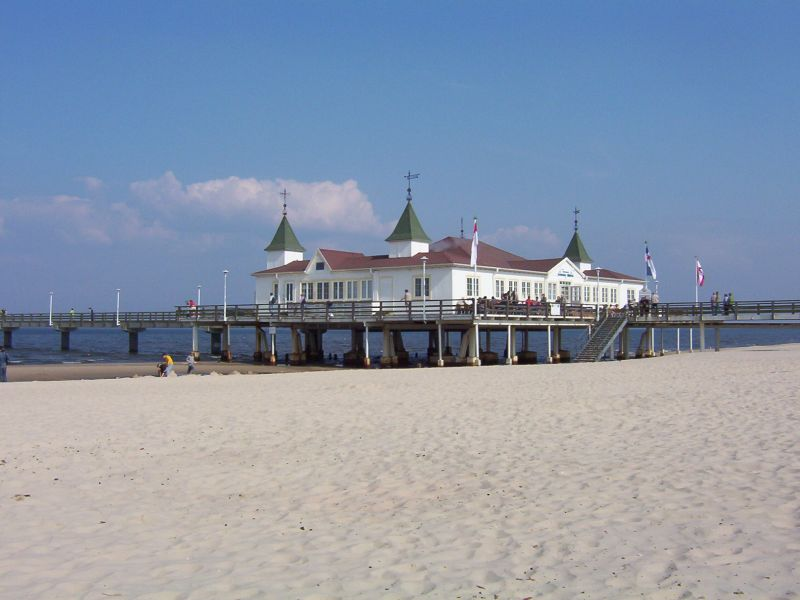
Lázeňské molo Ahlbeck, Usedom, Německo
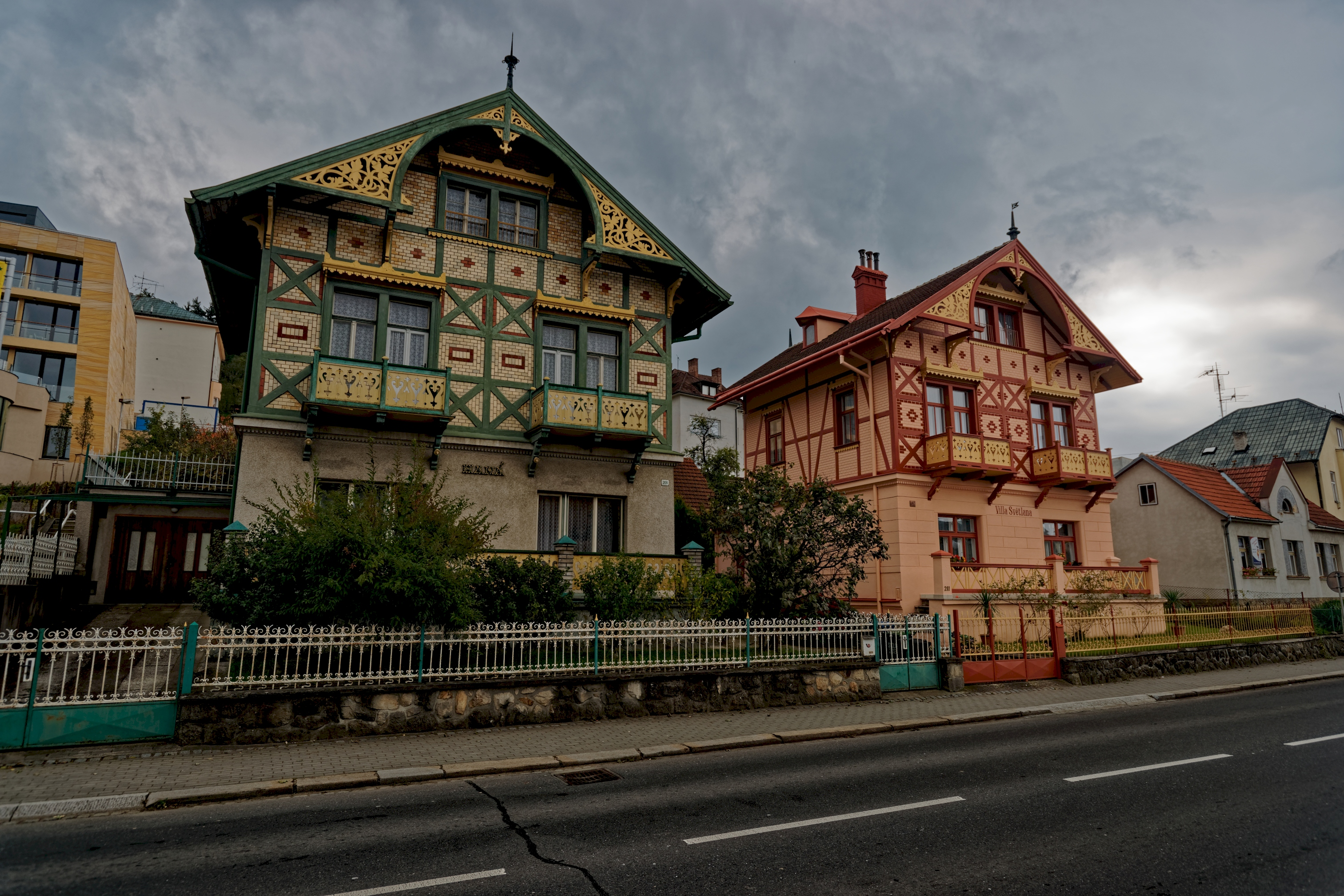
Vila Haná a Vila Světlana, Luhačovice, Česko
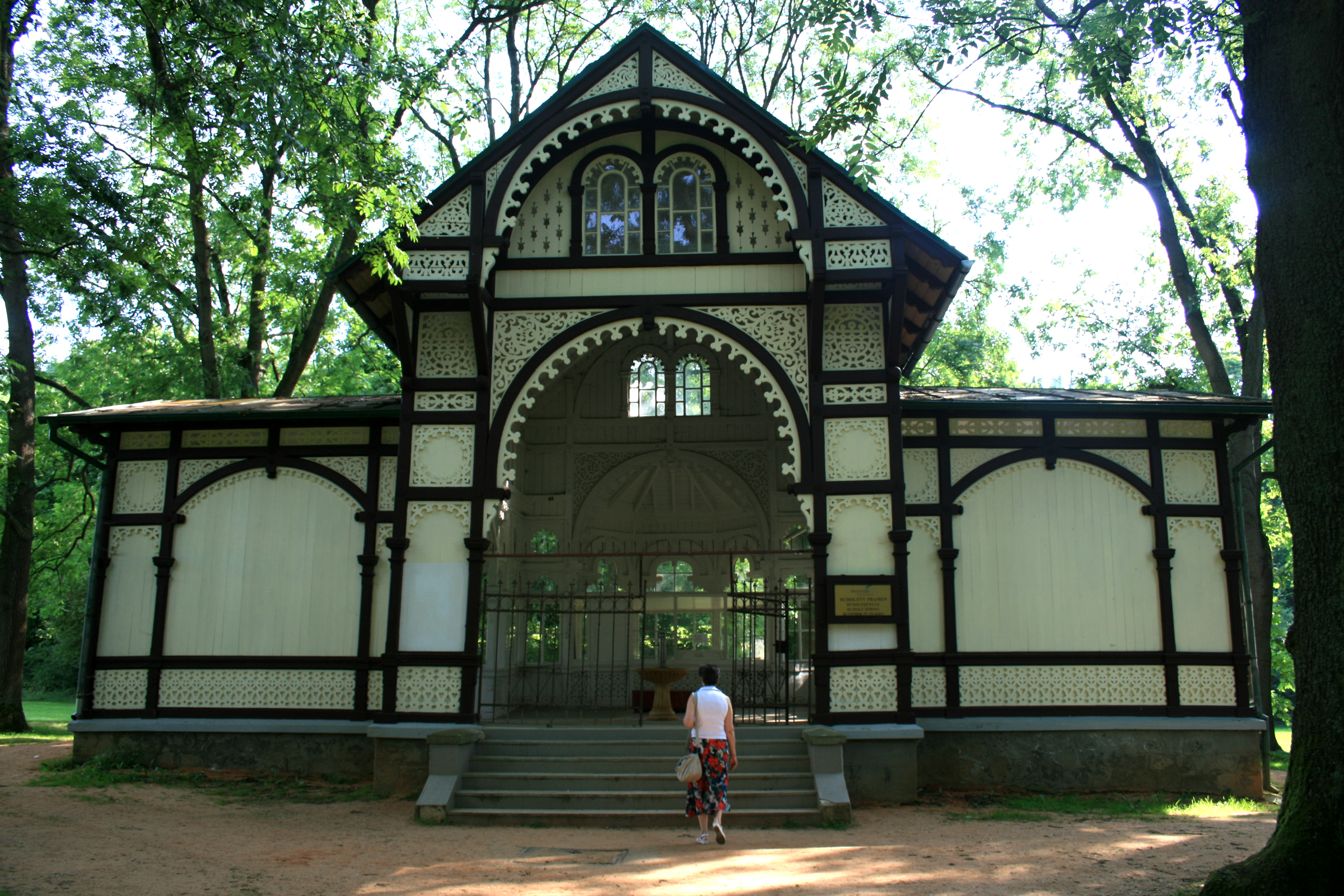
Pavilon Rudolfova pramene, Mariánské Lázně, Česko
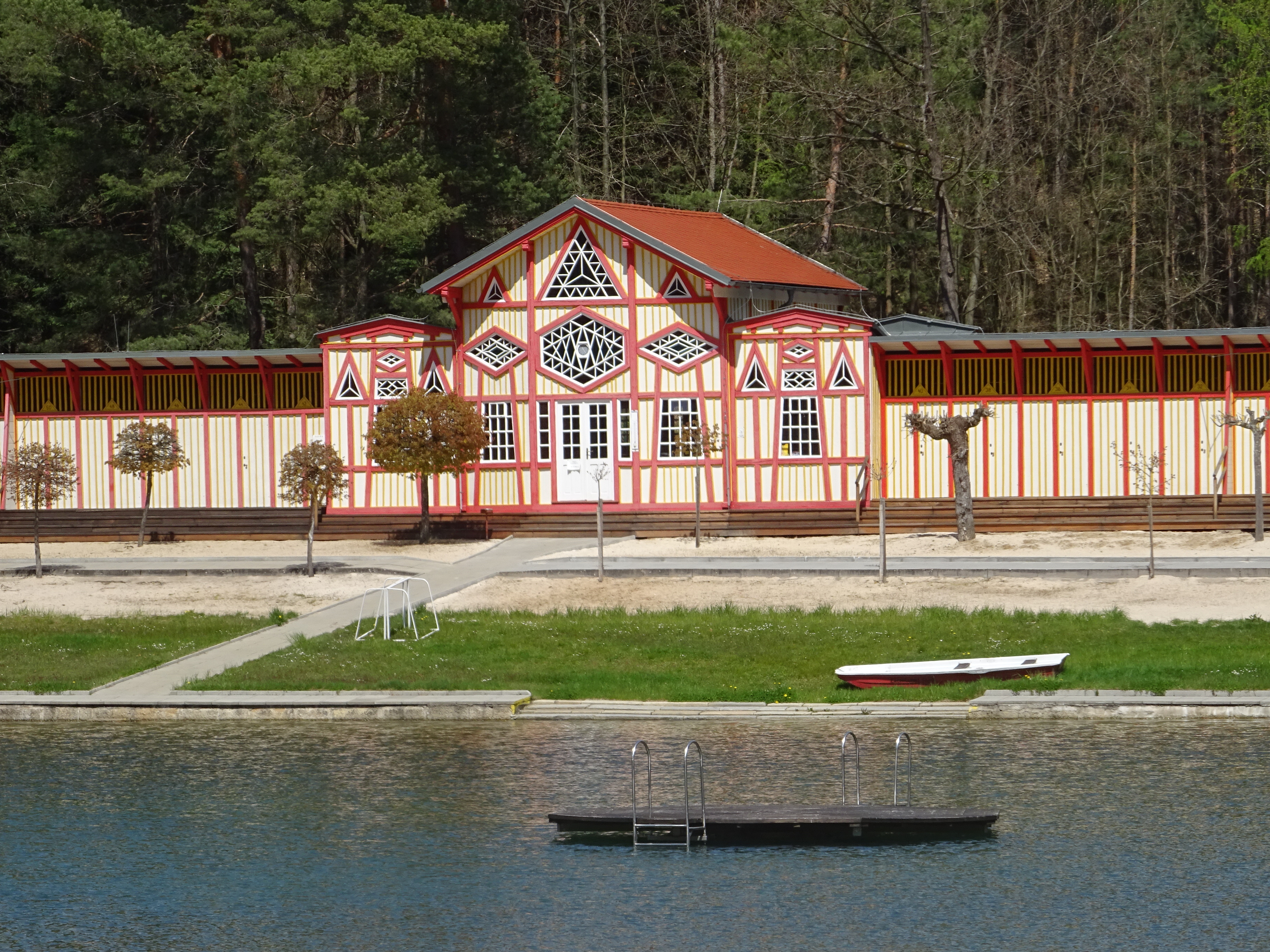
Pavilon na koupališti Dachovy u Hořic
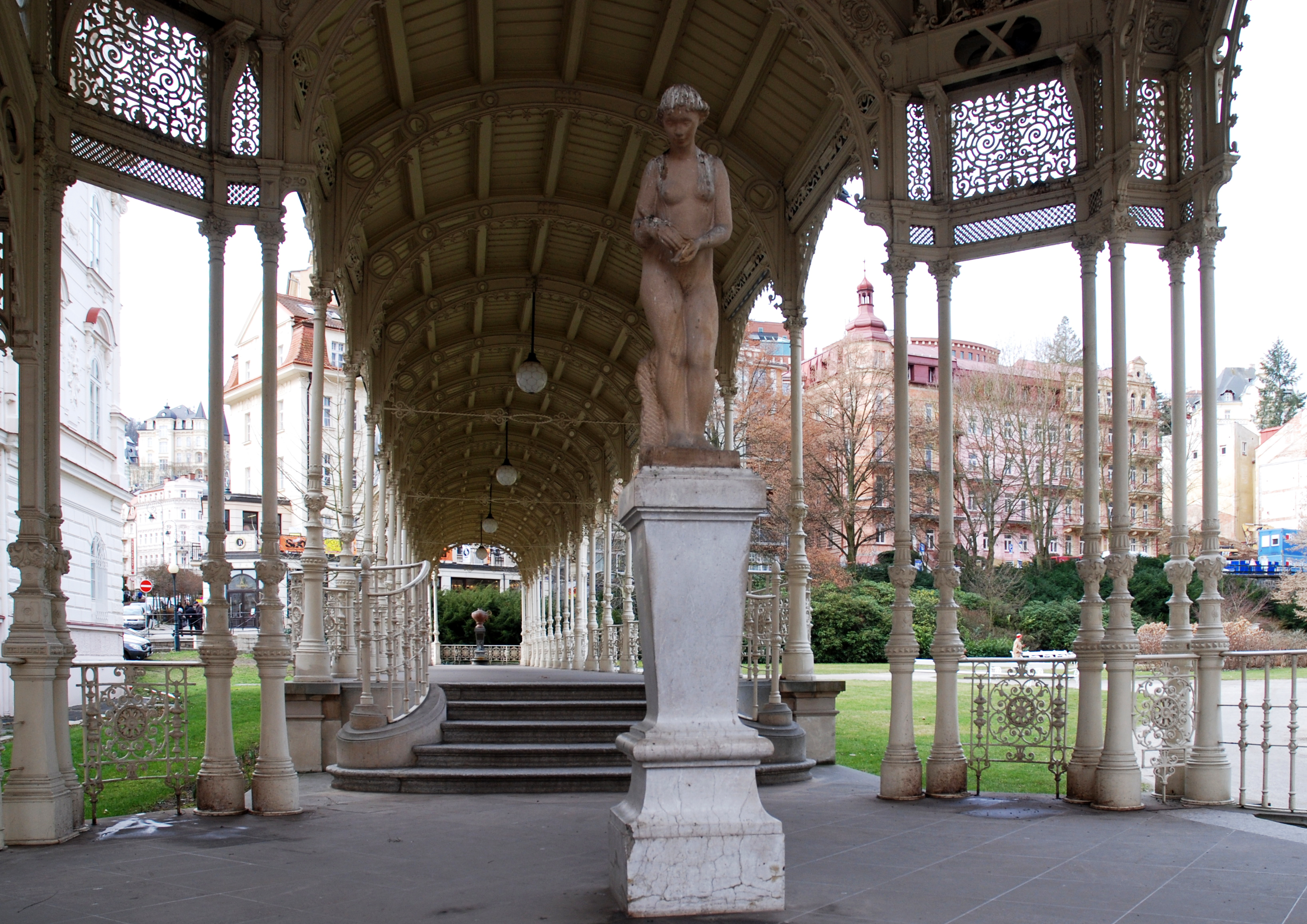
Sadová kolonáda, Karlovy Vary, Česko